# Yousef Shadi
Yousef Ali Shadi (ur. 16 grudnia 1969 roku) – libijski kolarz szosowy, olimpijczyk.
Zawodnik wystąpił na Letnich Igrzyskach Olimpijskich 1996 w jednej konkurencji kolarstwa szosowego, w wyścigu indywidualnym ze startu wspólnego, którego nie ukończył.